# Ениджевардарска часовникова кула
Часовниковата кула (на гръцки: Πύργος Ρολογιού Γιαννιτσών) е историческа постройка в южномакедонския град Енидже Вардар, Гърция. Собственост е на общината.

## Местоположение
Сградата е разположена в центъра на града, северно от стария османски пазар, на улица „Страндза“.

## История
Кулата в Енидже Вардар е построена в 1754 година и е приличала на старата Воденска часовникова кула и на незапазените Леринска, разрушена в 1927 година и Берска, разрушена в 1930 година. Ениджевардарската кула е изцяло каменна, докато на Берската и Леринската горната част е дървена. И трите кули са с височина под 25 m, тъй като не е било позволено те да надвишават височината на минаретата на джамиите.
Според Махиел Кийл от запзените пет такива сгради: Гюмюрджинска, Димотишка, Кожанска, Гревенска и Ениджевардарска последната е най-старата. Според един надпис, открит на две мраморни плочи на източната страна, сградата е построена в годината от Хиджра 1167, а именно през 1754 година от емир Шериф Ахмед Евреносоглу, потомък на Евренос.
| „ | Шериф Ахмед, потомък на прославения вожд, винаги е давал всичко от себе си в памет на своя прародител. Сега той направи часовник, за да показва времето. Но той го построи, за да бъде символ на петкратния намаз. Наградата му беше да го поднесе с чисти намерения като дар на баща си, майка си и душата на Газидите... Виждате, че няма думи за този красив, прекрасен часовник. | “ |

Кулата се е намирала до несъществуваща вече джамия и е служела и за военни цели, тъй като от прозорците й можело да се контролира целият район.
Георги Божков пише в спомените си:
| „ | Часовникът, поставен много отдавна, висок 10 метра е изработен от камъни и стари тухли. Тук са старото турско основно училище и класното турско училище, в което съм учил. Насреща има голямо кафене, където се събираха само турци. От тук четири пътя тръгваха за казармата, мухаджирската махала, чаршията и за към “Хазната”. | “ |

В 1944 година бунтовниците от ЕЛАС се укрепяват в кулата и сградата претърпява много щети от немския огън. Тогава е разрушен и куполът на върха. В 2011 година са завършени реставрационните работи на кулата, които и връщат вида, който тя има в началото на XX век.
В 1974 година кулата е обявена за паметник на културата.

## Описание
Представлява правоъгълна сграда с височина от 25 m, като зидарията до 4 m е от камък, а нагоре от тухла. Външните размери ас 5,90 х 5,90 m. Здравите стени на основата на кулата са с дебелина 1,20 m, изградени са изцяло от камък и са подсилени с дървени водачи. Напротив, стените на надстройката на височина над 4 m са изградени чисто тухлено и са с дебелина 0,95 m. В цялата височина на кулата няма отвор, освен този на входа. Достъпът до вътрешността се осъществяваше по дървена стълба.
- Стари снимки на кулата